# Anton Räderscheidt
Anton Räderscheidt (11. října 1892 Kolín nad Rýnem – 8. března 1970 tamtéž) byl německý malíř, přední představitel Nové věcnosti.
Räderscheidt se narodil v Kolíně nad Rýnem. Jeho otec byl ředitelem školy a také psal básně. V letech 1910 až 1914 studoval Räderscheidt na Akademii v Düsseldorfu. Byl těžce raněn v první světové válce, kde bojoval u Verdunu. Po válce se vrátil do Kolína nad Rýnem, kde v roce 1919 s ostatními členy místní konstruktivistické a dadaistické scény spoluzaložil uměleckou skupinu Stupid. Ta fungovala jen krátce a Räderscheidt v roce 1920 opustil konstruktivismus a přiklonil se k magickému realismu. V roce 1925 se podílel na výstavě Neue Sachlichkeit (Nová věcnost) v mannheimské Kunsthalle.
Mnoho z Räderscheidtových prací z dvacátých let ukazuje strnule pózující izolované páry obvykle nesoucí rysy Räderscheidta a jeho manželky, malířky Marty Hegemannové. Vliv metafyzického umění je patrný v tom, jak postavy připomínající loutky stojí odděleny od svého okolí a od sebe navzájem. Všudypřítomné téma je podle historika umění Dennise Crocketa vzájemná neslučitelnost pohlaví. Jen málo Räderscheidtových děl z této doby přežilo, protože většina z nich byla buď zabavena nacisty jako zvrhlé umění a zničena, nebo byla zničena při spojeneckých náletech.
Räderscheidtovo manželství s Martou skončilo v roce 1933. V 1934–1935 žil umělec v Berlíně a v roce 1936 utekl do Francie, kde se usadil v Paříži. Tam se jeho styl stal barevnější, křivočařejší a rytmičtější. Roku 1940 byl internován okupačními úřady, ale unikl do Švýcarska. V roce 1949 se vrátil do Kolína nad Rýnem a pokračoval v práci; nejdříve vytvořil mnoho obrazů koní, a pak v roce 1957 přešel na abstraktní styl.
V šedesátých letech se Räderscheidt občas vracíval k tématům svých dřívějších práci. Po mrtvici v roce 1967 se musel znovu učit malovat. Na konci života vytvořil pronikavou sérii autoportrétů technikou kvaše. Anton Räderscheidt zemřel v Kolíně nad Rýnem v roce 1970.